# Шахова олімпіада 1974
21 шахова Олімпіада проходила з 6 по 30 червня 1974 року у Франції, в місті Ніцца.
У 1974 році Міжнародна шахова федерація відзначала свій 50-річний ювілей. Окрасою його стала XXI шахова Олімпіада в Ніцці. Уже сам факт того, що Франція стала організатором Олімпіади ювілейного року, є визнанням заслуг французької федерації в розвитку міжнародного шахового руху. Саме в Парижі 50 років тому, у 1924 році, було засновано Міжнародну шахову федерацію та організовано перший в історії шахів міжнародний командний турнір, який став прообразом нинішніх олімпіад. XXI Олімпіада мала погану рекламу: майже не було афіш, мало уваги приділяли турніру преса, радіо, телебачення.

## Організація
У Палаці виставок — величезній споруді із скла і бетону, переобладнаній для проведення XXI Олімпіади, була створена звична атмосфера шахових свят. Уже у фоє відвідувача зустрічала імпозантна лялька, яка стала символом Олімпіади в Ніцці. Тут же, у фоє, були розміщені служби інформації, кіоск сувенірів Французької шахової федерації. Пройшовши у зал Палацу виставок, відвідувач потрапляв у світ шахів. Багато книжок, картин, філателія; різноманітність форм, кольорів і матеріалу шахових фігур: дерево і сталь, мармур і слонова кістка, пластмаса і срібло. Це були здебільшого вироби відомої французької фірми «Ларди», яка отримала виняткове право на виготовлення шахових комплектів для XXI Олімпіади. На виставці фірма демонструвала понад 80 різних моделей шахових гарнітурів. Не забули і любительську філателію — були випущені марки, листівки і конверти з емблемою XXI Олімпіади.
Однак, незважаючи на всі старання організаторів (голова оргкомітету Р. Бартоло і президент шахової федерації Франції С. Цінзер) якнайкраще прийняти численних учасників і гостей XXI Олімпіади, відчувалося, що досвіду для проведення змагання такого масштабу немає, адже Франція після 1924 року не організовувала, по суті, жодного великого шахового турніру. Тому не дивно, що вже до відкриття XXI Олімпіади з'явилися деякі проблеми з розміщенням учасників. Ряд провідних команд жили у недообладнаному готелі, далеко від ігрового приміщення, що створювало незручності, бо проблема транспорту також не була повністю розв'язана. Слід відзначити, що організаторам поступово вдалося усунути всі прорахунки. Єдиною нерозв'язаною проблемою залишилася відверто слабка робота прес-центру. Спец-бюлетені турніру виходили неповними і з великим запізненням.
Кілька слів про турнірне приміщення. Величезний манеж Палацу розміром 93X150 метрів, добре освітлений як вдень, так і вночі, був прекрасно обладнаний. На одному з внутрішніх фронтонів залу — величезна однокольорова карта світу без державних кордонів. На ній девіз ФІДЕ: «Gens una sumus». В центрі була встановлена велика біла тура, біля основи якої розміщувався капітанський місток головного арбітра та його команди. Для кожного з восьми півфіналів було відведено свій сектор, в якому вздовж бар'єрів у два ряди були розставлені шахівниці з білим і чорним кріслами, що поверталися. Суддівський апарат пунктуально стежив за тим, щоб колір фігур і крісел учасників обов'язково був однаковим. Глядачі, а їх на XXI Олімпіаді було не дуже багато, могли вільно ходити вздовж бар'єрів і з досить близької відстані стежити за учасниками поєдинків. Крім того, для глядачів були розставлені телевізори, які демонстрували фрагменти прямо з шахівниць.
У зв'язку з цим традиційних демонстраційних шахівниць було мало (2—4), лише для центральних партій туру.

## Відкриття
6 червня в залі Палацу виставок відбулося урочисте відкриття XXI Олімпіади. Після вітальних виступів воєнний оркестр виконав гімн Франції — «Марсельєзу» і марш Філібера — гімн XXI Олімпіади, потім відбулася церемонія представлення команд. Пізно ввечері на стадіоні було проведено цікаві спортивно-хореографічні виступи. Головною подією вечірньої програми стали «живі шахи»: борці дзюдо продемонстрували партію Фішер — Найдорф з XV Олімпіади і «безсмертну» партію Андерсен — Кізерицький. Взяття фігур було наслідком поєдинків дзюдоїстів.

## Регламент
А в цей час головний арбітр XXI Олімпіади гросмейстер О. Котов, капітани команд і журналісти зібралися у конференцзалі Палацу виставок на традиційну процедуру розподілу команд на попередні групи. Це було непросто, адже заявки на участь надійшли від 79 країн. Правда, не приїхали шахісти Індії, Перу, Парагваю і Болівії, а команда Нікарагуа прибула в складі двох чоловік. Нікарагуанцям дозволили брати участь у четвертій попередній групі, але, зазнавши розгромної поразки від чилійців, вони вирішили залишити змагання. Шахісти Алжиру запізнилися до початку турніру і не були допущені до півфінальних ігор. Суддівська колегія після консультації з капітанами всіх команд допустила алжирську команду в останній фінал Е. Отже, на старт XXI Олімпіади вийшли команди 73 країн, серед них сім команд — дебютантів: Алжир, Йорданія, Пакистан, Тринідад і Тобаго, а також Антильські, Багамські та Віргінські (Велика Британія) острови.
У зв'язку з небувало рекордною кількістю команд-учасниць організатори відчували труднощі щодо проведення турніру у відведені 24 дні, включаючи церемонію відкриття і закриття. Вперше було внесено пропозиції провести змагання за швейцарською системою. Однак капітани більшості команд погодилися з пропозицією головного арбітра, суть якої полягала в наступному: 8 півфіналів по 9—10 команд, 5 фіналів, грати без вихідних днів, результати матчів у півфіналах зараховувати у фіналі. У фінали з кожної попередньої групи виходило по дві команди. Поділ команд на групи, як і на XX Олімпіаді, проводився згідно зі списком, складеним на основі сумарних командних коефіцієнтів професора Ело. Команди, що не мали рейтинга ФІДЕ, посідали місця за результатами Олімпіади в Скоп'є, решта команд була розставлена в кінці списку в алфавітному порядку. Перші вісім команд у списку мали такий вигляд:
- 1. СРСР (1);
- 2. США (3);
- 3. Югославія (2);
- 4. Угорщина (6);
- 5. ФРН (7);
- 6. Чехословаччина (9);
- 7. Болгарія (4);
- 8. Аргентина (14).

(В дужках зазначено місця, які посіли команди на XXI Олімпіаді.)
Після того як список було складено, команди поділили на півфінальні групи, потім відбулося жеребкування півфіналів.

## Півфінали
7 червня о 16:00 удар гонга запросив учасників за шахівниці, і грандіозний шаховий караван (442 учасники, серед них було 60 гросмейстерів) увійшов в нелегкий двадцятитрьохденний шлях.

### Група А
Тут безумовним фаворитом була команда СРСР, яку вперше очолював майбутній чемпіон світу А. Карпов. Вона це переконливо довела, добившись найкращого результату півфіналів — 29 очок з 32. Передбачалося, що в боротьбі за друге місце в групі і вихід у головний фінал основними суперниками будуть поляки і бразильці, очолювані Мекінгом. Однак уже перші тури спростували всі прогнози. Чудово стартувала команда Уельсу, яка здобула чотири перемоги поспіль, в тому числі і над польськими шахістами. Потім вона дещо збавила «оберти», зазнавши поразок від збірних Бразилії та СРСР. Перед останнім туром її обійшла шотландська команда. Останній тур повинен був визначити, хто ж стане винуватцем головної сенсації XXI Олімпіади: шотландці чи валійці. Волею жеребу це вирішувалося в матчі між ними. Шотландців влаштовувала нічия. Однак добитися її вони не змогли. Отже, команда Уельса наздогнала шотландців, а за кількістю командних очок посіла друге місце і вийшла у головний фінал.
- Очки — сума набраних очок усіма шахістами (1 за перемогу шахіста, ½ за нічию, 0 — за поразку);
- КО — неофіційні командні очки (КПер — перемога команди, КНіч — нічия, КПор —поразка), набрані всією командою (2 за перемогу команди, 1 — нічия, 0 — поразка).

| Місце | Команда                          | 1 | 2  | 3  | 4  | 5  | 6  | 7  | 8  | 9  | Очки | КО | КПер | КНіч | КПор |
| ----- | -------------------------------- | - | -- | -- | -- | -- | -- | -- | -- | -- | ---- | -- | ---- | ---- | ---- |
| 1     | СРСР                             | × | 4  | 3½ | 3  | 3  | 3½ | 4  | 4  | 4  | 29   | 16 | 8    | 0    | 0    |
| 2     | Уельс                            | 0 | ×  | 2½ | 2½ | 1½ | 3  | 4  | 3½ | 4  | 21   | 12 | 6    | 0    | 2    |
| 3     | Шотландія                        | ½ | 1½ | ×  | 2  | 2½ | 3  | 3½ | 4  | 4  | 21   | 11 | 5    | 1    | 2    |
| 4     | Польща                           | 1 | 1½ | 2  | ×  | 2½ | 2½ | 2½ | 4  | 4  | 20   | 11 | 5    | 1    | 2    |
| 5     | Бразилія                         | 1 | 2½ | 1½ | 1½ | ×  | 2½ | 2½ | 3½ | 4  | 19   | 10 | 5    | 0    | 3    |
| 6     | Монголія                         | ½ | 1  | 1  | 1½ | 1½ | ×  | 3  | 3  | 3½ | 15   | 6  | 3    | 0    | 5    |
| 7     | Пуерто-Рико                      | 0 | 0  | ½  | 1½ | 1½ | 1  | ×  | 3  | 3½ | 11   | 4  | 2    | 0    | 6    |
| 8     | Йорданія                         | 0 | ½  | 0  | 0  | ½  | 1  | 1  | ×  | 2  | 5    | 1  | 0    | 1    | 7    |
| 9     | Нідерландські Антильські острови | 0 | 0  | 0  | 0  | 0  | ½  | ½  | 2  | ×  | 3    | 1  | 0    | 1    | 7    |

### Група В
У другому півфіналі команди Англії і США легко відірвалися від своїх суперників і за два тури забезпечили собі вихід у фінал. В останньому турі у матчі між собою розв'язували другорядне питання: хто буде переможцем півфіналу. Ним стали американці, які, привезли в Ніццу гросмейстерську команду.
| Місце | Команда    | 1 | 2  | 3  | 4  | 5  | 6  | 7  | 8  | 9  | Очки | КО | КПер | КНіч | КПор |
| ----- | ---------- | - | -- | -- | -- | -- | -- | -- | -- | -- | ---- | -- | ---- | ---- | ---- |
| 1     | США        | × | 3  | 4  | 2  | 2  | 3½ | 4  | 4  | 4  | 26½  | 14 | 6    | 2    | 0    |
| 2     | Англія     | 1 | ×  | 2½ | 3  | 3  | 4  | 3½ | 4  | 3½ | 24½  | 14 | 7    | 0    | 1    |
| 3     | Данія      | 0 | 1½ | ×  | 3½ | 3  | 3½ | 3  | 2½ | 3½ | 20½  | 12 | 6    | 0    | 2    |
| 4     | Канада     | 2 | 1  | ½  | ×  | 1½ | 3½ | 4  | 4  | 4  | 20½  | 9  | 4    | 1    | 3    |
| 5     | Австралія  | 2 | 1  | 1  | 2½ | ×  | 2½ | 4  | 3½ | 3  | 19½  | 11 | 5    | 1    | 2    |
| 6     | Еквадор    | ½ | 0  | ½  | ½  | 1½ | ×  | 2  | 3  | 3  | 11   | 5  | 2    | 1    | 5    |
| 7     | Люксембург | 0 | ½  | 1  | 0  | 0  | 2  | ×  | 1½ | 3  | 8    | 3  | 1    | 1    | 6    |
| 8     | Панама     | 0 | 0  | 1½ | 0  | ½  | 1  | 2½ | ×  | 2  | 7½   | 3  | 1    | 1    | 6    |
| 9     | Родезія    | 0 | ½  | ½  | 0  | 1  | 1  | 1  | 2  | ×  | 6    | 1  | 0    | 1    | 7    |

### Група С
У третьому півфіналі, як і очікувалося, перемогли югославські гросмейстери. Після енергійного старту югослави дещо розслабилися і фінішували не зовсім вдало. Так, в матчі з командою Венесуели лише перемога Глігорича принесла югославам перемогу, а в матчі з фінами вони добилися тільки нічийного результату. Друге місце посіли шахісти Фінляндії, які після 22-річної перерви знову потрапили у головний фінал.
| Місце | Команда   | 1  | 2  | 3  | 4  | 5  | 6  | 7  | 8  | 9 | Очки | КО | КПер | КНіч | КПор |
| ----- | --------- | -- | -- | -- | -- | -- | -- | -- | -- | - | ---- | -- | ---- | ---- | ---- |
| 1     | Югославія | ×  | 2  | 2½ | 3  | 3½ | 2½ | 4  | 4  | 4 | 25½  | 15 | 7    | 1    | 0    |
| 2     | Фінляндія | 2  | ×  | 1½ | 2  | 4  | 4  | 2½ | 4  | 3 | 23   | 12 | 5    | 2    | 1    |
| 3     | Куба      | 1½ | 2½ | ×  | 1  | 2  | 4  | 3½ | 4  | 4 | 22½  | 11 | 5    | 1    | 2    |
| 4     | Італія    | 1  | 2  | 3  | ×  | 1  | 3  | 2½ | 3½ | 3 | 19   | 11 | 5    | 1    | 2    |
| 5     | Іран      | ½  | 0  | 2  | 3  | ×  | 2½ | 2  | 3  | 3 | 16   | 10 | 4    | 2    | 2    |
| 6     | Венесуела | 1½ | 0  | 0  | 1  | 1½ | ×  | 2½ | 2  | 4 | 12½  | 5  | 2    | 1    | 5    |
| 7     | Пакистан  | 0  | 1½ | ½  | 1½ | 2  | 1½ | ×  | 3  | 2 | 12   | 4  | 1    | 2    | 5    |
| 8     | Уругвай   | 0  | 0  | 0  | ½  | 1  | 2  | 1  | ×  | 3 | 7½   | 3  | 1    | 1    | 6    |
| 9     | Ірак      | 0  | 1  | 0  | 1  | 1  | 0  | 2  | 1  | × | 6    | 1  | 0    | 1    | 7    |

### Група D
Тут перемогла збірна Угорщини, другою була команда Іспанії.
Команда Нікарагуа прибула в складі двох чоловік, зазнавши розгрому від чилійців, команда вирішила залишити змагання.
| Місце | Команда   | 1  | 2  | 3  | 4  | 5  | 6  | 7  | 8  | 9  | 10 | Очки | КО | КПер | КНіч | КПор |
| ----- | --------- | -- | -- | -- | -- | -- | -- | -- | -- | -- | -- | ---- | -- | ---- | ---- | ---- |
| 1     | Угорщина  | ×  | 2½ | 3  | 3½ | 4  | 4  | 3½ | 4  | 4  | -  | 28½  | 16 | 8    | 0    | 0    |
| 2     | Іспанія   | 1½ | ×  | 2  | 2  | 3  | 3  | 3½ | 3½ | 4  | -  | 22½  | 12 | 5    | 2    | 1    |
| 3     | Бельгія   | 1  | 2  | ×  | 2½ | 2½ | 2½ | 3½ | 2½ | 2½ | -  | 19   | 13 | 6    | 1    | 1    |
| 4     | Туніс     | ½  | 2  | 1½ | ×  | 2  | 2½ | 3  | 3½ | 2½ | -  | 17½  | 10 | 4    | 2    | 2    |
| 5     | Чилі      | 0  | 1  | 1½ | 2  | ×  | 2  | 4  | 3  | 3½ | 4  | 17   | 8  | 3    | 2    | 3    |
| 6     | Сирія     | 0  | 1  | 1½ | 1½ | 2  | ×  | 1  | 3½ | 3  | -  | 13½  | 5  | 2    | 1    | 5    |
| 7     | Мальта    | ½  | ½  | ½  | 1  | 0  | 3  | ×  | 2½ | 3  | -  | 11   | 6  | 3    | 0    | 5    |
| 8     | Малайзія  | 0  | ½  | 1½ | ½  | 1  | ½  | 1½ | ×  | 2½ | -  | 8    | 2  | 1    | 0    | 7    |
| 9     | Японія    | 0  | 0  | 1½ | 1½ | ½  | 1  | 1  | 1½ | ×  | -  | 7    | 0  | 0    | 0    | 8    |
| 10    | Нікарагуа | -  | -  | -  | -  | 0  | -  | -  | -  | -  | ×  | -    | -  | -    | -    | -    |

### Група Е
Також без сюрпризів закінчилась гра в п'ятій групі, де упевнено перемогла збірна ФРН. Другими були стала сильна команда Швеції.
| Місце | Команда           | 1 | 2  | 3  | 4  | 5  | 6  | 7  | 8 | 9  | Очки | КО | КПер | КНіч | КПор |
| ----- | ----------------- | - | -- | -- | -- | -- | -- | -- | - | -- | ---- | -- | ---- | ---- | ---- |
| 1     | ФРН               | × | 2  | 3  | 4  | 3  | 3  | 4  | 4 | 4  | 27   | 15 | 7    | 1    | 0    |
| 2     | Швеція            | 2 | ×  | 1½ | 3  | 2  | 3½ | 4  | 4 | 4  | 24   | 12 | 5    | 2    | 1    |
| 3     | Ісландія          | 1 | 2½ | ×  | 3  | 1½ | 3  | 3½ | 4 | 2½ | 21   | 12 | 6    | 0    | 2    |
| 4     | Португалія        | 0 | 1  | 1  | ×  | 3½ | 2½ | 4  | 4 | 4  | 20   | 10 | 5    | 0    | 3    |
| 5     | ПАР               | 1 | 2  | 2½ | ½  | ×  | 2  | 3  | 4 | 4  | 19   | 10 | 4    | 2    | 2    |
| 6     | Ірландія          | 1 | ½  | 1  | 1½ | 2  | ×  | 3  | 3 | 3  | 15   | 7  | 3    | 1    | 4    |
| 7     | Гонконг           | 0 | 0  | ½  | 0  | 1  | 1  | ×  | 3 | 3  | 8½   | 4  | 2    | 0    | 6    |
| 8     | Гернсі            | 0 | 0  | 0  | 0  | 0  | 1  | 1  | × | 3  | 5    | 2  | 1    | 0    | 7    |
| 9     | Тринідад і Тобаго | 0 | 0  | 1½ | 0  | 0  | 1  | 1  | 1 | ×  | 4½   | 0  | 0    | 0    | 8    |

### Група F
У шостому півфіналі без особливих зусиль перемогли фаворити — команди Чехословаччини і Румунії.
| Місце | Команда        | 1 | 2  | 3  | 4  | 5  | 6  | 7  | 8  | 9  | Очки | КО | КПер | КНіч | КПор |
| ----- | -------------- | - | -- | -- | -- | -- | -- | -- | -- | -- | ---- | -- | ---- | ---- | ---- |
| 1     | Чехословаччина | × | 2  | 3½ | 3  | 4  | 4  | 4  | 4  | 4  | 28½  | 15 | 7    | 1    | 0    |
| 2     | Румунія        | 2 | ×  | 2½ | 3  | 3  | 3  | 4  | 3½ | 4  | 25   | 15 | 7    | 1    | 0    |
| 3     | Норвегія       | ½ | 1½ | ×  | 2½ | 3½ | 4  | 3  | 3½ | 4  | 22½  | 12 | 6    | 0    | 2    |
| 4     | Колумбія       | 1 | 1  | 1½ | ×  | 2  | 2½ | 3½ | 4  | 4  | 19½  | 9  | 4    | 1    | 3    |
| 5     | Нова Зеландія  | 0 | 1  | ½  | 2  | ×  | 1  | 2  | 3  | 4  | 13½  | 6  | 2    | 2    | 4    |
| 6     | Сінгапур       | 0 | 1  | 0  | 1½ | 3  | ×  | 1½ | 1  | 3½ | 11½  | 4  | 2    | 0    | 6    |
| 7     | Ліван          | 0 | 0  | 1  | ½  | 2  | 2½ | ×  | 2  | 3  | 11   | 6  | 2    | 2    | 4    |
| 8     | Монако         | 0 | ½  | ½  | 0  | 1  | 3  | 2  | ×  | 2  | 9    | 4  | 1    | 2    | 5    |
| 9     | Андорра        | 0 | 0  | 0  | 0  | 0  | ½  | 1  | 2  | ×  | 3½   | 1  | 0    | 1    | 7    |

### Група G
Найбільш захоплююча боротьба розгорнулась у сьомому півфіналі. Тут безумовним фаворитом вважалася команда Болгарії. На друге місце претендували відразу три команди: Філіппін, Ізраїлю і Франції. З перших турів, як і передбачалося, попереду були болгарські шахісти. Однак у 4-му турі вони несподівано програють команді Франції, а в 5-му і 6-му турах добиваються лише нічиїх з командами Індонезії та Ізраїлю. Це різко загострило ситуацію в турнірній таблиці. Перед останнім туром команди Болгарії, Франції і Філіппін мали по 23 очка, Ізраїль — 21,5. Болгарські і філіппінські майстри легко перемогли своїх суперників з великим рахунком. Удача відвернулася від команди Франції. Вона зазнала поразки від команди Ізраїлю і закінчила півфінал тільки четвертою. Але вихід у фінал В — великий успіх молодих французів, особливо після скромного 48-го місця в Скоп'є.
| Місце | Команда                       | 1  | 2  | 3  | 4  | 5  | 6  | 7  | 8  | 9  | 10 | Очки | КО | КПер | КНіч | КПор |
| ----- | ----------------------------- | -- | -- | -- | -- | -- | -- | -- | -- | -- | -- | ---- | -- | ---- | ---- | ---- |
| 1     | Болгарія                      | ×  | 3  | 2  | 1½ | 2  | 3  | 3½ | 4  | 4  | 4  | 27   | 14 | 6    | 2    | 1    |
| 2     | Філіппіни                     | 1  | ×  | 2  | 2½ | 2½ | 3½ | 3½ | 3½ | 4  | 4  | 26½  | 15 | 7    | 1    | 1    |
| 3     | Ізраїль                       | 2  | 2  | ×  | 3  | 2½ | 2½ | 2  | 3½ | 4  | 3  | 24½  | 15 | 6    | 3    | 0    |
| 4     | Франція                       | 2½ | 1½ | 1  | ×  | 2½ | 3½ | 3½ | 3  | 3  | 3½ | 24   | 14 | 7    | 0    | 2    |
| 5     | Індонезія                     | 2  | 1½ | 1½ | 1½ | ×  | 3  | 3  | 2½ | 3½ | 4  | 22½  | 11 | 5    | 1    | 3    |
| 6     | Туреччина                     | 1  | ½  | 1½ | ½  | 1  | ×  | 1½ | 4  | 4  | 3  | 17   | 6  | 3    | 0    | 6    |
| 7     | Домініканська Республіка      | ½  | ½  | 2  | ½  | 1  | 2½ | ×  | 3  | 2  | 4  | 16   | 8  | 3    | 2    | 4    |
| 8     | Фарерські острови             | 0  | ½  | ½  | 1  | 1½ | 0  | 1  | ×  | 2½ | 2½ | 9½   | 4  | 2    | 0    | 7    |
| 9     | Кіпр                          | 0  | 0  | 0  | 1  | ½  | 0  | 2  | 1½ | ×  | 3½ | 8½   | 3  | 1    | 1    | 7    |
| 10    | Британські Віргінські Острови | 0  | 0  | 1  | ½  | 0  | 1  | 0  | 1½ | ½  | ×  | 4½   | 0  | 0    | 0    | 9    |

### Група Н
У восьмому півфіналі найсильнішими були команди Голандії та Аргентини. На XXI Олімпіаду аргентинці привезли сильну команду (не було лише Панно). Очолював її нестаріючий 64-річний М. Найдорф, для якого ця Олімпіада була тринадцятою. В Ніцці Найдорф побив своєрідний рекорд Г. Штальберга за кількістю зіграних на олімпіадах партій. Однак роки беруть своє, і незмінний лідер команди вперше поступився 1-ю шахівницею молодому Кінтеросу.
| Місце | Команда                         | 1 | 2 | 3 | 4  | 5  | 6  | 7  | 8 | 9 | Очки | КО | КПер | КНіч | КПор |
| ----- | ------------------------------- | - | - | - | -- | -- | -- | -- | - | - | ---- | -- | ---- | ---- | ---- |
| 1     | Нідерланди                      | × | 3 | 1 | 3  | 4  | 3  | 4  | 4 | 4 | 26   | 14 | 7    | 0    | 1    |
| 2     | Аргентина                       | 1 | × | 3 | 3  | 3½ | 3½ | 4  | 4 | 4 | 26   | 14 | 7    | 0    | 1    |
| 3     | Австрія                         | 3 | 1 | × | 2  | 3  | 3½ | 3  | 4 | 4 | 23½  | 13 | 6    | 1    | 1    |
| 4     | Швейцарія                       | 1 | 1 | 2 | ×  | 2½ | 3  | 3½ | 3 | 4 | 20   | 11 | 5    | 1    | 2    |
| 5     | Греція                          | 0 | ½ | 1 | 1½ | ×  | 2½ | 4  | 4 | 3 | 16½  | 8  | 4    | 0    | 4    |
| 6     | Мексика                         | 1 | ½ | ½ | 1  | 1½ | ×  | 3  | 4 | 4 | 15½  | 6  | 3    | 0    | 5    |
| 7     | Марокко                         | 0 | 0 | 1 | ½  | 0  | 1  | ×  | 4 | 4 | 10½  | 4  | 2    | 0    | 6    |
| 8     | Американські Віргінські Острови | 0 | 0 | 0 | 1  | 0  | 0  | 0  | × | 2 | 3    | 1  | 0    | 1    | 7    |
| 9     | Багамські Острови               | 0 | 0 | 0 | 0  | 1  | 0  | 0  | 2 | × | 3    | 1  | 0    | 1    | 7    |

## Фінали
Фаворитом на перемогу була команда СРСР, яка грала в Ніцці значно краще, ніж у Скоп'є. Місця Смислова і Савона зайняли Спаський і Кузьмин, інші учасники були також у значно кращій формі. Два роки тому в Скоп'є, угорські шахісти ледь не отримали перемогу, які до останнього туру претендували на перше місце. В Ніцці команда Угорщини була не в найкращій формі. Американці приїхали з хорошим складом (з 63-річним Решевським, який грав на 4-й шахівниці), але для великого успіху у турнірі їм дуже не вистачало нового чемпіона світу Р. Фішера. Лише югослави теоретично зберігали шанси скласти конкуренцію команді СРСР.

### Фінал А
Шахісти СРСР з перших турів набрали стрімкий темп. Уже після 5-го туру команда випереджала болгарську, яка також стартувала вдало, на 2,5 очка. Водночас інші команди вели вперту боротьбу, яка принесла ряд несподіваних результатів. Так, у 2-му турі американці зазнали першої поразки від команди ФРН, у 3-му — нова сенсація: Філіппіни — Угорщина 3:1. У 5-му турі угорці відігралися на югославах — 3:1. Такого початку не пам'ятає жодна з олімпіад. Уже на старті турніру було практично розв'язане питання про переможця.
У 6-му і 7-му турах команда СРСР дещо зменшила «оберти» і задовольнилася скромними перемогами в матчах з аргентинцями і шведами. Це дало можливість югославам, які здобули переконливі перемоги над командами Уельсу і Чехословаччини, помітно скоротити розрив (до 2,5 очка). На очко від югославів відставали команди Болгарії, Угорщини, США. Продовжували дивувати філіппінці: у 6-му турі вони перемогли команду Чехословаччини 3:1. До того ж знову успішно зіграв Торре в партії з Гортом. Слід зазначити, що молодий філіппінець прекрасно провів турнір, не зазнавши жодної поразки. Конгрес ФІДЕ, що відбувся в Ніцці, за таке чудове досягнення присвоїв Торре, першому серед шахістів азійського континенту, звання гросмейстера.
У 8-му турі особливий інтерес викликала зустріч СРСР — США. Як завжди, матч цих команд проходив у принциповій боротьбі і закінчився перемогою СРСР — 3:1. В цьому турі югослави зіграли внічию з англійцями, а угорці зазнали серйозної поразки від румунських шахістів. Після першої половини турніру становище в таблиці було таке:
- 1. СРСР — 24,5;
- 2. Югославія — 21;
- 3. Болгарія — 20;
- 4—5. Угорщина — 19;
- 4—5. США — 19;

У наступних чотирьох турах команда СРСР переконливо перемагає румунських і фінських шахістів і закінчує внічию зустрічі з командами Болгарії та Угорщини. Не відставали югослави, які здобули чотири перемоги поспіль.
Фініш, як і всю XXI Олімпіаду, збірна СРСР провела добре, здобувши перемоги над іспанцями і філіппінцями. Помітно втомилася в нелегкій боротьбі за друге місце команда Югославії. В 13-му турі вона поступилася команді США. В останньому турі СРСР та югославська команди зустрілися між собою.
Спочатку було дуже швидко зафіксовано три нічиїх, і тільки на 3-й шахівниці Петросян переміг Івкова. У підсумку СРСР набрав 46 очок і став переможцем турніру. До того ж шахісти СРСР відірвалися від срібних призерів на 8,5 очка і не програли жодної партії (повторення рекорду XVIII Олімпіади). П'ять учасників команди показали найкращі результати на своїх шахівницях.
Питання бронзового призера вирішувалося в матчах США — Чехословаччина і Болгарія — Іспанія. До перерви рахунок у матчах був 2:1 на користь американців і 2,5:0,5 на користь болгарських шахістів. Перед дограванням відкладених партій склалася така ситуація, що Бірну треба було врятувати важку партію з Янсою, а Віз'єру (Іспанія) не програти ферзевий ендшпіль без пішака Трингову. Лише за таких результатів цих поєдинків американці могли розраховувати на бронзові медалі. Будь-який інший результат залишав третє місце за болгарською командою. Збірна США домоглася свого: в абсолютно виграшній позиції Янса помиляється, втрачає свого прохідного пішака і погоджується на нічию з Бірном. Після цього Трингов п'ять годин намагається здобути перемогу, однак Віз'єру вдалося захиститися. У підсумку американська команда стала володарем бронзових медалей, оскільки в неї був найкращий результат командних матчів при однаковій кількості очок з болгарськими шахістами.
Команда СРСР здобула дванадцяту перемогу поспіль. Команда не програла жодного матчу (лише одна нічия з угорськими шахістами). Чудовими були також і індивідуальні результати шахістів. На 1-й шахівниці переміг Карпов (+10—0=4). Блискуче зіграв на 4-й шахівниці Петросян (+11—0=3), не підвели Спаський — 3-я шахівниця (+7—0=8) і Таль — 1-й резерв (+8—0=7), відмінно зіграв дебютант Кузьмин (+10—0=5).
Югославська команда, яка на останніх двох олімпіадах була третьою, в Ніцці знову виборола друге місце. Особливо успішно в югославській команді зіграли Івков — 3-я шахівниця (+8—1=8), Планінц — 4-а шахівниця (+9—1=5), Велімирович — 1-й резерв (+8—2=2) і Парма — 2-й резерв (+6—0=6). Менш вдало грали лідери команди Глігорич — 1-а шахівниця (+5—2=10) і Любоєвич — 2-а шахівниця (+6—2=7), але і вони внесли вагомий вклад у досягнення команди.
Третє місце американської команди після невдачі в Скопле — безумовний успіх. Особливо вдало зіграли в команді Р. Бірн — 2-а шахівниця (+8—0=8), Ломбарді— 1-й резерв (+9—3=4) і Тарджан (+9—0=4). Менш вдало виступили Кавалек — 1-а шахівниця (+5—3=7), колишній австралієць У. Браун — 3-я шахівниця (+7—3=7) і ветеран Решевський на 4-й шахівниці (+5—2=4).
На жаль, в Ніццу не приїхав чемпіон світу Р. Фішер. Він «обмежився» лише тим, що на адресу конгресу ФІДЕ надіслав відому в історії шахів телеграму з 803 слів, в якій виклав свої вимоги щодо регламенту наступного матчу за світову першість, який мав відбутися в 1975 році.
| Місце | Команда        | 1  | 2  | 3  | 4  | 5  | 6  | 7  | 8  | 9  | 10 | 11 | 12 | 13 | 14 | 15 | 16 | Очки | КО | КПер | КНіч | КПор |
| ----- | -------------- | -- | -- | -- | -- | -- | -- | -- | -- | -- | -- | -- | -- | -- | -- | -- | -- | ---- | -- | ---- | ---- | ---- |
| 1     | СРСР           | ×  | 2½ | 3  | 2  | 3  | 2  | 3½ | 3½ | 3  | 3  | 3½ | 4  | 2½ | 2½ | 4  | 4  | 46   | 28 | 13   | 2    | 0    |
| 2     | Югославія      | 1½ | ×  | 1½ | 2  | 2½ | 1  | 2½ | 2  | 3½ | 2  | 3  | 3½ | 3  | 3½ | 2  | 4  | 37½  | 20 | 8    | 4    | 3    |
| 3     | США            | 1  | 2½ | ×  | 1½ | 2½ | 2  | 1½ | 3  | 2½ | 3  | 2  | 3  | 3½ | 2½ | 3½ | 2½ | 36½  | 22 | 10   | 2    | 3    |
| 4     | Болгарія       | 2  | 2  | 2½ | ×  | 2  | 1½ | 2  | 2  | 2  | 3  | 3  | 3  | 3  | 2  | 2½ | 4  | 36½  | 21 | 7    | 7    | 1    |
| 5     | Нідерланди     | 1  | 1½ | 1½ | 2  | ×  | 2  | 2  | 2  | 2½ | 2½ | 3½ | 2½ | 2½ | 3  | 3  | 4  | 35½  | 20 | 8    | 4    | 3    |
| 6     | Угорщина       | 2  | 3  | 2  | 2½ | 2  | ×  | 2½ | 1  | 1½ | 2½ | 1  | 2½ | 2½ | 3½ | 3  | 3½ | 35   | 21 | 9    | 3    | 3    |
| 7     | ФРН            | ½  | 1½ | 2½ | 2  | 2  | 1½ | ×  | 2  | 2  | 2½ | 2½ | 2½ | 2  | 2½ | 3  | 3  | 32   | 19 | 7    | 5    | 3    |
| 8     | Румунія        | ½  | 2  | 1  | 2  | 2  | 3  | 2  | ×  | 2  | 2  | 2  | 2  | 3  | 1  | 2½ | 2½ | 29½  | 16 | 4    | 8    | 3    |
| 9     | Чехословаччина | 1  | ½  | 1½ | 2  | 1½ | 2½ | 2  | 2  | ×  | 3  | 1  | 1½ | 2  | 3  | 3½ | 2½ | 29½  | 14 | 5    | 4    | 6    |
| 10    | Англія         | 1  | 2  | 1  | 1  | 1½ | 1½ | 1½ | 2  | 1  | ×  | 2  | 2  | 2  | 2  | 2  | 3½ | 26   | 9  | 1    | 7    | 7    |
| 11    | Філіппіни      | ½  | 1  | 2  | 1  | ½  | 3  | 1½ | 2  | 3  | 2  | ×  | 1  | 1  | 2  | 2½ | 2½ | 25½  | 12 | 4    | 4    | 7    |
| 12    | Іспанія        | 0  | ½  | 1  | 1  | 1½ | 1½ | 1½ | 2  | 2½ | 2  | 3  | ×  | 2  | 2½ | 1½ | 3  | 25½  | 11 | 4    | 3    | 8    |
| 13    | Швеція         | 1½ | 1  | ½  | 1  | 1½ | 1½ | 2  | 1  | 2  | 2  | 3  | 2  | ×  | 2  | 1½ | 2½ | 25   | 9  | 2    | 5    | 8    |
| 14    | Аргентина      | 1½ | ½  | 1½ | 2  | 1  | ½  | 1½ | 3  | 1  | 2  | 2  | 1½ | 2  | ×  | 2  | 1½ | 23½  | 7  | 1    | 5    | 9    |
| 15    | Фінляндія      | 0  | 2  | ½  | 1½ | 1  | 1  | 1  | 1½ | ½  | 2  | 1½ | 2½ | 2½ | 2  | ×  | 2½ | 22   | 9  | 3    | 3    | 9    |
| 16    | Уельс          | 0  | 0  | 1½ | 0  | 0  | ½  | 1  | 1½ | 1½ | ½  | 1½ | 1  | 1½ | 2½ | 1½ | ×  | 14½  | 2  | 1    | 0    | 14   |

### Фінал В
У фіналі В боротьба за перемогу точилася здебільшого між шахістами Австрії та Ізраїлю. На фініші більш вдало зіграла команда Ізраїлю.
| Місце | Команда    | 17 | 18 | 19 | 20 | 21 | 22 | 23 | 24 | 25 | 26 | 27 | 28 | 29 | 30 | 31 | 32 | Очки | КО | КПер | КНіч | КПор |
| ----- | ---------- | -- | -- | -- | -- | -- | -- | -- | -- | -- | -- | -- | -- | -- | -- | -- | -- | ---- | -- | ---- | ---- | ---- |
| 17    | Ізраїль    | ×  | 1½ | 3  | 3  | 1  | 2  | 2  | 3½ | 2½ | 3  | 3  | 3  | 3½ | 3½ | 3  | 3  | 40½  | 24 | 11   | 2    | 2    |
| 18    | Австрія    | 2½ | ×  | 2½ | 2  | 2½ | 2  | 2  | 1½ | 2½ | 2½ | 2  | 4  | 2  | 3½ | 3½ | 3½ | 38½  | 23 | 9    | 5    | 1    |
| 19    | Італія     | 1  | 1½ | ×  | 3  | 2  | 2½ | 3½ | 3½ | 3  | 1½ | 2½ | 3  | 4  | 2½ | 1½ | 3  | 38   | 21 | 10   | 1    | 4    |
| 20    | Колумбія   | 1  | 2  | 1  | ×  | 1½ | 2  | 2  | 2  | 2  | 2½ | 3  | 2½ | 3  | 2½ | 2½ | 3  | 32½  | 19 | 7    | 5    | 3    |
| 21    | Норвегія   | 3  | 1½ | 2  | 2½ | ×  | 2½ | 2  | 2½ | 2½ | 2½ | 1  | 1½ | 1½ | 2  | 2½ | 2½ | 32   | 19 | 8    | 3    | 4    |
| 22    | Ісландія   | 2  | 2  | 1½ | 2  | 1½ | ×  | 2½ | 2  | 2  | 2  | 2½ | 2  | 2½ | 2  | 3  | 2½ | 32   | 18 | 5    | 8    | 2    |
| 23    | Польща     | 2  | 2  | ½  | 2  | 2  | 1½ | ×  | 1½ | 2½ | 3  | 3  | 2  | 2  | 2  | 3  | 3  | 32   | 17 | 5    | 7    | 3    |
| 24    | Канада     | ½  | 2½ | ½  | 2  | 1½ | 2  | 2½ | ×  | 3  | ½  | 2½ | 2½ | 1½ | 3½ | 3½ | 2½ | 31   | 18 | 8    | 2    | 5    |
| 25    | Куба       | 1½ | 1½ | 1  | 2  | 1½ | 2  | 1½ | 1  | ×  | 2½ | 2½ | 2½ | 2½ | 2  | 3½ | 3½ | 31   | 15 | 6    | 3    | 6    |
| 26    | Данія      | 1  | 1½ | 2½ | 1½ | 1½ | 2  | 1  | 3½ | 1½ | ×  | 1½ | 2  | 2½ | 3½ | 3  | 2½ | 31   | 14 | 6    | 2    | 7    |
| 27    | Швейцарія  | 1  | 2  | 1½ | 1  | 3  | 1½ | 1  | 1½ | 1½ | 2½ | ×  | 2  | 2  | 2  | 3  | 3½ | 29   | 12 | 4    | 4    | 7    |
| 28    | Франція    | 1  | 0  | 1  | 1½ | 2½ | 2  | 2  | 1½ | 1½ | 2  | 2  | ×  | 2  | 3½ | 2½ | 2  | 27   | 12 | 3    | 6    | 6    |
| 29    | Шотландія  | ½  | 2  | 0  | 1  | 2½ | 1½ | 2  | 2½ | 1½ | 1½ | 2  | 2  | ×  | 1½ | 2  | 3  | 25½  | 11 | 3    | 5    | 7    |
| 30    | Бельгія    | ½  | ½  | 1½ | 1½ | 2  | 2  | 2  | ½  | 2  | ½  | 2  | ½  | 2½ | ×  | 2½ | 2½ | 23   | 11 | 3    | 5    | 7    |
| 31    | Португалія | 1  | ½  | 2½ | 1½ | 1½ | 1  | 1  | ½  | ½  | 1  | 1  | 1½ | 2  | 1½ | ×  | 2½ | 19½  | 5  | 2    | 1    | 12   |
| 32    | Туніс      | 1  | ½  | 1  | 1  | 1½ | 1½ | 1  | 1½ | ½  | 1½ | ½  | 2  | 1  | 1½ | 1½ | ×  | 17½  | 1  | 0    | 1    | 14   |

### Фінал С
У фіналі С впевнену перемогу здобула команда Австралії. Успішно зіграли на 1-й шахівниці Джемісон і особливо Вудхем (+14—1=3) — на 3-й. Зрослу майстерність підтвердили команди Ірану (друге місце) і МНР (четверте місце). А ось третє місце бразильських шахістів навряд чи їх задовольнило. Команда розраховувала на щось більше, але її ще в півфіналі підвів своїми капризами Е. Мекінг (неявка на дуже важливий матч з шотландцями і т. д.). А після того як команда не потрапила в головний фінал, він і зовсім втратив інтерес до турніру. Закінчилося все тим, що команда відмовилася від його послуг, і Мекінг залишив змагання.
На пропозицію делегації Марокко, яку підтримали ще 13 країн, конгрес ФІДЕ, що відбувався під час XXI Олімпіади, більшістю голосів постановив виключити з ФІДЕ шахові федерації ПАР і Родезії як країн, що проводять політику апартеїду. У зв'язку з цим рішенням команда ПАР вибула за три тури до закінчення з фіналу С і всі зіграні нею матчі були анульовані.
| Місце | Команда       | 33 | 34 | 35 | 36 | 37 | 38 | 39 | 40 | 41 | 42 | 43 | 44 | 45 | 46 | 47 | КПор | Очки | КО | КПер | КНіч | КПор |
| ----- | ------------- | -- | -- | -- | -- | -- | -- | -- | -- | -- | -- | -- | -- | -- | -- | -- | ---- | ---- | -- | ---- | ---- | ---- |
| 33    | Австралія     | ×  | 1½ | 3  | 3  | 4  | 1  | 2  | 3½ | 4  | 3  | 4  | 2½ | 2½ | 2½ | 2½ | 3½   | 39   | 23 | 11   | 1    | 2    |
| 34    | Іран          | 2½ | ×  | 1  | 3  | 1½ | 3½ | 2  | 2  | 3  | 2  | 3  | 2½ | 3  | 3  | 2½ | -    | 34½  | 21 | 9    | 3    | 2    |
| 35    | Бразилія      | 1  | 3  | ×  | 2½ | 3  | 3  | 2  | 2½ | 1½ | 2½ | 1½ | 2  | 3  | 2  | 3  | 2    | 32½  | 19 | 8    | 3    | 3    |
| 36    | Монголія      | 1  | 1  | 1½ | ×  | 2  | 1½ | 3  | 1½ | ½  | 3½ | 3½ | 3  | 3  | 2½ | 4  | 2½   | 31½  | 15 | 7    | 1    | 6    |
| 37    | Ірландія      | 0  | 2½ | 1  | 2  | ×  | 2½ | 2½ | 3½ | 1  | 1½ | 2½ | 2½ | 1½ | 4  | 3½ | 2    | 30½  | 17 | 8    | 1    | 5    |
| 38    | Чилі          | 3  | ½  | 1  | 2½ | 1½ | ×  | 2½ | 3  | 1½ | 3  | 2  | 2  | 3  | 2½ | 2  | 2½   | 30   | 17 | 7    | 3    | 4    |
| 39    | Індонезія     | 2  | 2  | 2  | 1  | 1½ | 1½ | ×  | 2  | 1½ | 3  | 2½ | 2½ | 3  | 1½ | 4  | 3    | 30   | 14 | 5    | 4    | 5    |
| 40    | Греція        | ½  | 2  | 1½ | 2½ | ½  | 1  | 2  | ×  | 2½ | 2  | 2  | 2½ | 2½ | 3  | 3  | -    | 27½  | 16 | 6    | 4    | 4    |
| 41    | Мексика       | 0  | 1  | 2½ | 3½ | 3  | 2½ | 2½ | 1½ | ×  | 2  | 2  | 2  | 2  | 1½ | 1½ | 1    | 27½  | 14 | 5    | 4    | 5    |
| 42    | Туреччина     | 1  | 2  | 1½ | ½  | 2½ | 1  | 1  | 2  | 2  | ×  | 2  | 2½ | 2½ | 3  | 3½ | ½    | 27   | 14 | 5    | 4    | 5    |
| 43    | Сінгапур      | 0  | 1  | 2½ | ½  | 1½ | 2  | 1½ | 2  | 2  | 2  | ×  | 2½ | 3  | 2  | 2½ | 1½   | 25   | 13 | 4    | 5    | 5    |
| 44    | Венесуела     | 1½ | 1½ | 2  | 1  | 1½ | 2  | 1½ | 1½ | 2  | 1½ | 1½ | ×  | 2  | 2½ | 2½ | 2½   | 24½  | 8  | 2    | 4    | 8    |
| 45    | Нова Зеландія | 1½ | 1  | 1  | 1  | 2½ | 1  | 1  | 1½ | 2  | 1½ | 1  | 2  | ×  | 2½ | 3  | 1½   | 22½  | 8  | 3    | 2    | 9    |
| 46    | Еквадор       | 1½ | 1  | 2  | 1½ | 0  | 1½ | 2½ | 1  | 2½ | 1  | 2  | 1½ | 1½ | ×  | 2½ | 1    | 22   | 8  | 3    | 2    | 9    |
| 47    | Сирія         | 1½ | 1½ | 1  | 0  | ½  | 2  | 0  | 1  | 2½ | ½  | 1½ | 1½ | 1  | 1½ | ×  | -    | 16   | 3  | 1    | 1    | 12   |
| -     | ПАР           | ½  | -  | 2  | 1½ | 2  | 1½ | 1  | -  | 3  | 3½ | 2½ | 1½ | 2½ | 3  | -  | ×    | -    | -  | -    | -    | -    |

### Фінал D
У фіналі D з великою перевагою перемогла команда Пакистану, один із дебютантів XXI Олімпіади. Несподівано високий результат — найкращий на 2-й шахівниці— показав пакистанець Фарукі (16,5 з 21).
| Місце | Команда                         | 48 | 49 | 50 | 51 | 52 | 53 | 54 | 55 | 56 | 57 | 58 | 59 | 60 | 61 | 62 | 63 | Очки | КО | КПер | КНіч | КПор |
| ----- | ------------------------------- | -- | -- | -- | -- | -- | -- | -- | -- | -- | -- | -- | -- | -- | -- | -- | -- | ---- | -- | ---- | ---- | ---- |
| 48    | Пакистан                        | ×  | 2  | 2½ | 3½ | 1½ | 3  | 3½ | 3½ | 3½ | 4  | 3  | 3½ | 4  | 4  | 4  | 4  | 49½  | 27 | 13   | 1    | 1    |
| 49    | Пуерто-Рико                     | 2  | ×  | 2  | 3  | 2  | 3  | 2  | 3½ | 3½ | 3½ | 2½ | 3  | 3½ | 3  | 4  | 4  | 44½  | 26 | 11   | 4    | 0    |
| 50    | Домініканська Республіка        | 1½ | 2  | ×  | 1  | 3½ | 3  | 3½ | 3½ | 2  | 3  | 3  | 2½ | 4  | 4  | 4  | 3  | 43½  | 24 | 11   | 2    | 2    |
| 51    | Люксембург                      | ½  | 1  | 3  | ×  | 2½ | 3  | 1½ | 2  | 2½ | 2½ | 3  | 3  | 3  | 4  | 3½ | 3½ | 38½  | 23 | 11   | 1    | 3    |
| 52    | Ліван                           | 2½ | 2  | ½  | 1½ | ×  | 2  | 2½ | 2  | 2½ | 2  | 2  | 3  | 3  | 2  | 4  | 3½ | 35   | 20 | 7    | 6    | 2    |
| 53    | Уругвай                         | 1  | 1  | 1  | 1  | 2  | ×  | 3½ | 2  | 3½ | 2½ | 2  | 2  | 2  | 4  | 4  | 3½ | 35   | 17 | 6    | 5    | 4    |
| 54    | Панама                          | ½  | 2  | ½  | 2½ | 1½ | ½  | ×  | 2½ | 2  | 2  | 3  | 3  | 3  | 3  | 4  | 3  | 33   | 19 | 8    | 3    | 4    |
| 55    | Монако                          | ½  | ½  | ½  | 2  | 2  | 2  | 1½ | ×  | 1½ | 2½ | 2  | 3½ | 2  | 3  | 2½ | 3½ | 29½  | 15 | 5    | 5    | 5    |
| 56    | Мальта                          | ½  | ½  | 2  | 1½ | 1½ | ½  | 2  | 2½ | ×  | 1  | 1½ | 2½ | 2½ | 3  | 4  | 3½ | 29   | 14 | 6    | 2    | 7    |
| 57    | Гонконг                         | 0  | ½  | 1  | 1½ | 2  | 1½ | 2  | 1½ | 3  | ×  | 2½ | 3  | 2  | 1½ | 3  | 2½ | 27½  | 13 | 5    | 3    | 7    |
| 58    | Фарерські острови               | 1  | 1½ | 1  | 1  | 2  | 2  | 1  | 2  | 2½ | 1½ | ×  | 2½ | 2  | 2½ | 1½ | 3½ | 27½  | 12 | 4    | 4    | 7    |
| 59    | Малайзія                        | ½  | 1  | 1½ | 1  | 1  | 2  | 1  | ½  | 1½ | 1  | 1½ | ×  | 3½ | 2½ | 3½ | 2½ | 24½  | 9  | 4    | 1    | 10   |
| 60    | Марокко                         | 0  | ½  | 0  | 1  | 1  | 2  | 1  | 2  | 1½ | 2  | 2  | ½  | ×  | 1½ | 2½ | 4  | 21½  | 8  | 2    | 4    | 9    |
| 61    | Йорданія                        | 0  | 1  | 0  | 0  | 2  | 0  | 1  | 1  | 1  | 2½ | 1½ | 1½ | 2½ | ×  | 2  | 1½ | 17½  | 6  | 2    | 2    | 11   |
| 62    | Гернсі                          | 0  | 0  | 0  | ½  | 0  | 0  | 0  | 1½ | 0  | 1  | 2½ | ½  | 1½ | 2  | ×  | 2½ | 12   | 5  | 2    | 1    | 12   |
| 63    | Американські Віргінські Острови | 0  | 0  | 1  | ½  | ½  | ½  | 1  | ½  | ½  | 1½ | ½  | 1½ | 0  | 2½ | 1½ | ×  | 12   | 2  | 1    | 0    | 14   |

### Фінал E
У фіналі Е найкращою була команда Родезії.
| Місце | Команда                          | 64 | 65 | 66 | 67 | 68 | 69 | 70 | 71 | 72 | 73 | Очки | КО | КПер | КНіч | КПор |
| ----- | -------------------------------- | -- | -- | -- | -- | -- | -- | -- | -- | -- | -- | ---- | -- | ---- | ---- | ---- |
| 64    | Родезія                          | ×  | 2½ | 4  | 3  | 3½ | 2  | 3  | 3  | 4  | 3½ | 28½  | 17 | 8    | 1    | 0    |
| 65    | Ірак                             | 1½ | ×  | 2  | 3  | 2  | 2  | 2  | 4  | 3½ | 4  | 24   | 12 | 4    | 4    | 1    |
| 66    | Нідерландські Антильські острови | 0  | 2  | ×  | 1  | 3½ | 2  | 3½ | 4  | 2  | 3  | 21   | 11 | 4    | 3    | 2    |
| 67    | Японія                           | 1  | 1  | 3  | ×  | 2½ | 3  | 2½ | 2  | 2½ | 2½ | 20   | 13 | 6    | 1    | 2    |
| 68    | Кіпр                             | ½  | 2  | ½  | 1½ | ×  | 2½ | 2½ | 3  | 3  | 3½ | 19   | 11 | 5    | 1    | 3    |
| 69    | Тринідад і Тобаго                | 2  | 2  | 2  | 1  | 1½ | ×  | 2  | 2  | 2½ | 3  | 18   | 9  | 2    | 5    | 2    |
| 70    | Алжир                            | 1  | 2  | ½  | 1½ | 1½ | 2  | ×  | 3  | 3  | 2½ | 17   | 8  | 3    | 2    | 4    |
| 71    | Андорра                          | 1  | 0  | 0  | 2  | 1  | 2  | 1  | ×  | 3  | 3  | 13   | 6  | 2    | 2    | 5    |
| 72    | Багамські Острови                | 0  | ½  | 2  | 1½ | 1  | 1½ | 1  | 1  | ×  | 2½ | 11   | 3  | 1    | 1    | 7    |
| 73    | Британські Віргінські Острови    | ½  | 0  | 1  | 1½ | ½  | 1  | 1½ | 1  | 1½ | ×  | 8½   | 0  | 0    | 0    | 9    |

## Індивідуальні результати
Призи за найкращі індивідуальні результати на шахівницях було вручено Карпову, Фарукі, Спаському, Петросяну, Талю, Кузьмину. Приз за абсолютно найкращий результат XXI Олімпіади одержав Петросян. Володарем призу за найкрасивішу партію турніру став Стін (Англія) за перемогу над Брауном.

## Закриття
30 червня відбулося урочисте закриття XXI Олімпіади. Після офіційної частини пройшла церемонія нагородження переможців. Капітану збірної СРСР було вручено золотий Кубок ФІДЕ, а членам команди — золоті медалі. Команда СРСР одержала також спеціальний приз, установлений президентом Франції В. Жіскар Д'Естеном для переможця Олімпіади в Ніцці. Срібні і бронзові медалі дісталися командам Югославії і США.
Олімпіада закінчилась урочистим засіданням, присвяченим 50-річчю ФІДЕ. На ньому було вручено 450 пам'ятних медалей провідним шахістам і діячам ФІДЕ (50 золотих, 80 срібних і 320 бронзових).